# 達馬羅伊斯河
46°38′40″N 8°28′23″E / 46.64439°N 8.47299°E

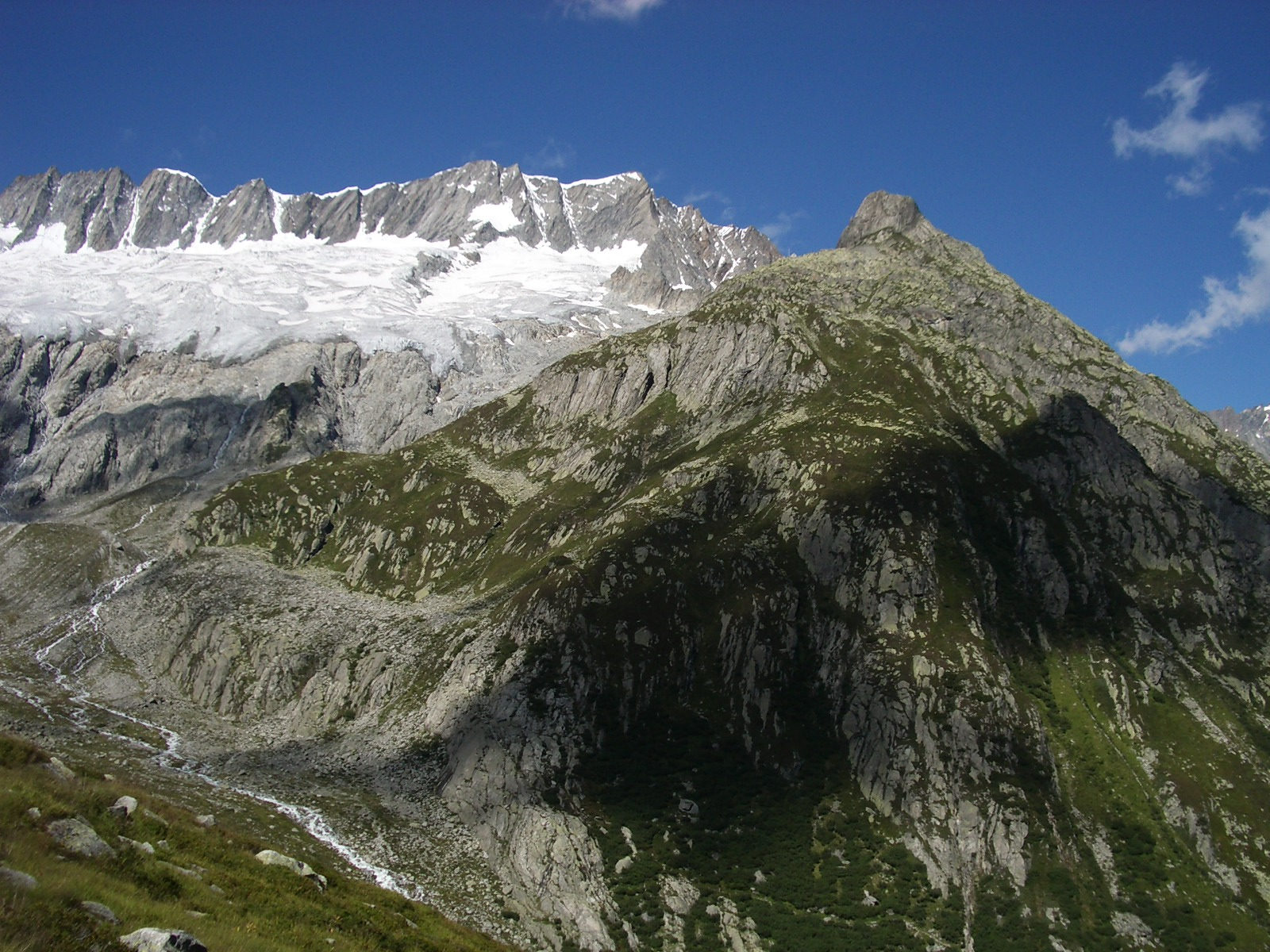

達馬羅伊斯河是瑞士的河流，位於該國中部，流經烏里州，屬於格申羅伊斯河的支流，河道全長3公里，流域面積10平方公里，最終注入格舍拉爾普湖。